# Val d'Argens
Val d'Argens este o arie protejată (sit de importanță comunitară — SCI) din Franța întinsă pe o suprafață de 12.219 ha, integral pe uscat.

## Localizare
Centrul sitului Val d'Argens este situat la coordonatele 43°25′57″N 6°23′10″E / 43.4325°N 6.38611°E.

## Înființare
Situl Val d'Argens a fost declarat arie specială de conservare în baza directivei 92/43 din 1992 referitoare la conservarea habitatelor naturale și a faunei și florei sălbatice pentru a proteja 21 de specii de animale.

## Biodiversitate
Situată în ecoregiunea mediteraneană, aria protejată conține 25 de habitate naturale: Pajiști uscate seminaturale și facies de acoperire cu tufișuri pe substraturi calcaroase (Festuco-Brometalia) (* situri importante pentru orhidee), Păduri de Quercus suber, Iazuri temporare mediteraneene, Matorral arborescenți cu Juniperus spp., Pajiști carstice calcaroase sau bazofile, de Alysso-Sedion albi, Pseudostepă cu ierburi și specii anuale de Thero-Brachypodietea, Pante stâncoase calcaroase cu vegetație casmofită, Pante stâncoase silicioase cu vegetație casmofită, Roci stâncoase cu vegetație pionieră de Sedo-Scleranthion sau Sedo albi-Veronicion dillenii, Păduri mixte riverane de Quercus robur, Ulmus laevis și Ulmus minor, Fraxinus excelsior sau Fraxinus angustifolia, de-a lungul marilor râuri (Ulmenion minoris), Păduri de Quercus ilex și Quercus rotundifolia, Păduri de pin mediteraneene cu pini mezogeni endemici, Lacuri eutrofice naturale cu vegetație de tip Magnopotamion sau Hydrocharition, Liziere de ierburi înalte hidrofile de câmpie și de nivel montan până la alpin, Păduri termofile cu Fraxinus angustifolia, Cursuri de apă de la nivel de câmpie la nivel montan, cu vegetație Ranunculion fluitantis și Callitricho-Batrachion, Râuri mediteraneene cu debit permanent cu specii de Paspalo-Agrostidion și galerii riverane de Salix și de Populus alba, Pajiști umede mediteraneene cu ierburi înalte de Molinio-Holoschoenion, Fânețe de joasă altitudine (Alopecurus pratensis, Sanguisorba officinalis), Izvoare petrifiante cu formare de travertin (Cratoneurion), Galerii de Salix alba și de Populus alba, Ape oligotrofe în general din solurile nisipoase vest-mediteraneene, cu un conținut foarte redus de minerale, cu Isoetes spp., Ape puternic oligomezotrofe cu vegetație bentonică cu Chara spp., Râuri mediteraneene cu debit permanent și vegetație de Glaucium flavum, Râuri mediteraneene cu debit intermitent, cu specii de Paspalo-Agrostidion.
La baza desemnării sitului se află mai multe specii protejate:
- mamifere (9): liliac cârn (Barbastella barbastellus), liliac cu aripi lungi (Miniopterus schreibersii), liliac cu urechi mari (Myotis bechsteinii), liliac cu urechi de șoarece (Myotis blythii), liliac cu picioare lungi (Myotis capaccinii), liliac cărămiziu (Myotis emarginatus), liliac comun (Myotis myotis), liliacul mare cu potcoavă (Rhinolophus ferrumequinum), liliacul mic cu potcoavă (Rhinolophus hipposideros)
- nevertebrate (8): Austropotamobius pallipes, croitorul mare al stejarului (Cerambyx cerdo), Coenagrion mercuriale, fluturele auriu (Euphydryas aurinia), Euplagia quadripunctaria, Gomphus graslinii, rădașcă (Lucanus cervus), Oxygastra curtisii
- pești (2): Barbus meridionalis, clean dungat (Telestes souffia)
- reptile (2): țestoasa de baltă (Emys orbicularis), țestoasă bănățeană (Testudo hermanni)

Pe lângă speciile protejate, pe teritoriul sitului au mai fost identificate 1 specie de păsări.